# Irina Olegowna Belowa
Irina Olegowna Belowa (russisch Ирина Олеговна Белова; * 28. Dezember 1980 in Sawolschje, Russische SFSR, Sowjetunion) ist eine russische Rhythmische Sportgymnastin und Olympiasiegerin.
Bei den Olympischen Spielen 2000 in Sydney gewann die 174 cm große Belowa im Alter von 19 Jahren gemeinsam mit Marija Netjossowa, Irina Silber, Wera Schimanskaja, Natalja Lawrowa und Jelena Schalamowa die Goldmedaille im Teamwettbewerb.
2001 wurde sie Europameisterin zusammen mit Marija Netjossowa, Olesja Belugina, Wera Schimanskaja, Natalja Lawrowa und Jelena Schalamowa.
Seit dem Ende ihrer sportlichen Karriere arbeitet Belowa als Trainerin in Nischni Nowgorod. Sie ist geschieden und hat zwei Töchter.

## Auszeichnungen
- 2000:  Verdienter Meister des Sports Russlands[5][6]
- 2001:  Orden der Freundschaft[7][8]
- 2001: Ehrenbürgerin von Sawolschje[4][5]